# Журавлёв, Пётр Алексеевич
Пётр Алексеевич Журавлёв (1919—1991) — участник Великой Отечественной войны, командир взвода 1180-го стрелкового полка 350-й стрелковой дивизии 13-й армии 1-го Украинского фронта, младший лейтенант. Герой Советского Союза.

## Биография
Родился 10 мая 1919 года в с. Дьячи (ныне — Моршанского района Тамбовской области) в русской крестьянской семье. Окончил 5 классов, работал трактористом.
В Красной Армии с 16 октября 1939 года. Окончил курсы младших лейтенантов. В боях Великой Отечественной войны с августа 1942 года; в том же году вступил в ВКП(б).
В составе стрелкового полка войск НКВД красноармеец-автоматчик прибыл под Сталинград. Затем в 1943 году сражался на Орловско-Курской дуге, прошёл через всю Украину, освобождая её города и сёла.
Будучи командиром взвода 1180-го стрелкового полка, младший лейтенант Пётр Журавлёв первым в полку 14 июля 1944 года поднял взвод в атаку, выбил противника из траншеи и занял деревню Угив (Гороховский район Волынской области). Преодолев реку Западный Буг, удерживал плацдарм в районе г. Кристинополь (Львовская область) и обеспечил подразделениям переправу через реку.
1 августа 1944 года вместе с бойцами форсировал реку Висла, отбил 3 контратаки в районе населённого пункта Копшивница (юго-западнее г. Сандомир, Польша), уничтожил до 30 гитлеровцев, подбил танк и БТР.
В конце 1944 года был уволен в запас по состоянию здоровья. Работал на фабрике кожгалантереи в Москве.
Умер в 1991 году. Место захоронения - Николо-Архангельское кладбище.

## Награды
- орден Красной Звезды (17.7.1944)[2]
- Звание Героя Советского Союза присвоено 23 сентября 1944 года
- орден Ленина (23.9.1944)
- орден Октябрьской Революции
- орден Отечественной войны 1 степени (11.03.1985)[4]
- медали.